# Joseph Musch
Joseph B. Musch (ur. 12 października 1893 w Uccle, zm. 25 września 1971) – belgijski piłkarz występujący podczas kariery na pozycji pomocnika. Złoty medalista z Antwerpii.

## Życiorys
Musch całą swoją karierę spędził Royale Union Saint-Gilloise. Dwukrotnie z nimi zdobywał mistrzostwo Belgii oraz także puchar Belgii.
W reprezentacji Belgii zadebiutował 30 kwietnia 1911 roku w wygranym 7:1 meczu z reprezentacją Francji. Pierwszego gola w kadrze strzelił 28 kwietnia 1912 roku w przegranym 4:3 spotkaniu z reprezentacją Holandii. Wraz z kolegami zdobył złoty medal na Letnich Igrzyskach Olimpijskich 1920 w Antwerpii. Belgowie po kolei pokonywali reprezentacje Hiszpanii, Holandii oraz Czechosłowacji. Musch zagrał w każdym z tych meczów. Także na Letnich Igrzyskach Olimpijskich 1924 wziął udział w turnieju z kolegami, lecz tam już w pierwszej rundzie polegli ze Szwedami. Ogólnie w kadrze rozegrał 24 spotkania, strzelając 3 bramki.

### Występy w reprezentacji w danym roku
| Reprezentacja | Rok     | Mecze | Bramki |
| ------------- | ------- | ----- | ------ |
| Belgia        | 1911    | 1     | 0      |
| Belgia        | 1912    | 4     | 1      |
| Belgia        | 1913    | 4     | 2      |
| Belgia        | 1914    | 3     | 0      |
| Belgia        | 1919    | 1     | 0      |
| Belgia        | 1920    | 5     | 0      |
| Belgia        | 1921    | 3     | 0      |
| Belgia        | 1922    | 1     | 0      |
| Belgia        | 1923    | 1     | 0      |
| Belgia        | 1924    | 1     | 0      |
| Ogólnie       | Ogólnie | 24    | 3      |